# فوتبال فیفا ۹۶
فوتبال فیفا ۹۶ (به انگلیسی: FIFA Soccer 96) یک بازی ویدئویی در سبک ورزشی و شبیه‌ساز فوتبال است که سومین شماره از سری بازی‌های فیفا به شمار می‌آید. این بازی را استودیوی اکستندد پلی پروداکشنز برای سیستم عامل داس و پیشانه‌های بازی سگا جنسیس، سگا ۳۲ایکس، سگا سترن، سوپر نینتندو و پلی‌استیشن ساخت و الکترونیک آرتس آن را منتشر کرد. هم‌چنین نسخه‌های گیم بوی و سگا گیم جیر بازی را استودیوی پراب اینترتینمنت ساخت و بلک پیرل سافت‌ور آن‌ها را منتشر کرد. از این بازی به عنوان نخستین نسخه حقیقی سری بازی‌های فیفا یاد می‌شود که باعث موفقیت آن و عرضه سالیانه نسخه‌های بعدی‌اش شد.

## تیم‌ها
بازی دربرگیرنده لیگ‌های ۱۱ کشور گوناگون است. فهرست این لیگ‌ها به شرح زیر است:
- بوندس‌لیگا
- لالیگا
- لیگ فوتبال اسکاتلند
- لیگ برتر فوتبال انگلستان
- لیگ برتر فوتبال آمریکا
- سری آ
- لیگ برتر فوتبال برزیل
- لیگ برتر فوتبال سوئد
- لوشامپیونه
- لیگ برتر فوتبال مالزی
- لیگ برتر فوتبال هلند

هم‌چنین تیم‌های ملی ۵۹ کشور گوناگون در بازی قابل بازی است. بازی‌کننده می‌تواند در بازی‌های دوستانه، یا تورنمنت‌هایی مانند جام جهانی یا لیگ‌های درونی کشورها بازی کند.
هم‌چنین این امکان برای بازی‌کننده وجود دارد تا تیم دلخواه خود را از بازیکنان موجود در بازی بسازد.

## گزارش
همه دیدارهای این بازی را گزارش بریتانیایی، جان ماتسن به صورت هم‌زمان با رویدادهای بازی گزارش می‌کند.